# Ворсик (деревня)
Ворсик — деревня в Богородском районе Кировской области

## География
Находится на расстоянии примерно 8 километров по прямой на запад от районного центра поселка Богородское.

## История
Деревня известна как починок с 1719 года. В 1727 году учтен 31 житель мужского пола, в 1764 году 158 жителей. В 1873 году отмечено дворов 28 и жителей 269, в 1905 39 и 303, в 1926 41 и 225, в 1950 39 и 144 соответственно. В 1989 году учтено 16 жителей.

## Население
Постоянное население  составляло 7 человек (русские 100%) в 2002 году, 2 в 2010.